# Portugals Grand Prix
Portugals Grand Prix var et Formel 1-løb som blev kørt senest i 2021.

## Historie
Portugals Grand Prix blev afholdt for første gang i 1951, men blev først et Formel 1-løb i 1958. Grand Prixet blev kørt mellem 1958-60 på gade baner i Porto og Lissabon.
Efter 24 år vendte grand prixet tilbage til Formel 1 i 1984, og blev nu kørt Autódromo do Estoril. Portugals GP fortsatte som del af kalenderen frem til 1996.
Grand Prixet gjorde sit comeback til Formel 1 i 2020, hvor at det blev tilføjet til kalenderen som en af erstatningerne for de løb som var blevet aflyst på grund af coronaviruspandemien. Denne gang blev grand prixet kørt på Algarve International Circuit. Ræset blev igen tilføjet til 2021-sæsonen som erstatning på grund af pandemien. Ræset vendte dog ikke tilbage herefter.

## Vindere af Portugals Grand Prix
| År          | Kører              | Konstruktør       | Bane            | Rapport         |
| ----------- | ------------------ | ----------------- | --------------- | --------------- |
| 2021        | Lewis Hamilton     | Mercedes          | Algarve         | Rapport         |
| 2020        | Lewis Hamilton     | Mercedes          | Algarve         | Rapport         |
| 2019 - 1997 | Ikke arrangeret    | Ikke arrangeret   | Ikke arrangeret | Ikke arrangeret |
| 1996        | Jacques Villeneuve | Williams-Renault  | Estoril         | Rapport         |
| 1995        | David Coulthard    | Williams-Renault  | Estoril         | Rapport         |
| 1994        | Damon Hill         | Williams-Renault  | Estoril         | Rapport         |
| 1993        | Michael Schumacher | Benetton-Cosworth | Estoril         | Rapport         |
| 1992        | Nigel Mansell      | Williams-Renault  | Estoril         | Rapport         |
| 1991        | Riccardo Patrese   | Williams-Renault  | Estoril         | Rapport         |
| 1990        | Nigel Mansell      | Ferrari           | Estoril         | Rapport         |
| 1989        | Gerhard Berger     | Ferrari           | Estoril         | Rapport         |
| 1988        | Alain Prost        | McLaren-Honda     | Estoril         | Rapport         |
| 1987        | Alain Prost        | McLaren-TAG       | Estoril         | Rapport         |
| 1986        | Nigel Mansell      | Williams-Honda    | Estoril         | Rapport         |
| 1985        | Ayrton Senna       | Lotus-Renault     | Estoril         | Rapport         |
| 1984        | Alain Prost        | McLaren-TAG       | Estoril         | Rapport         |
| 1983 - 1961 | Ikke arrangeret    | Ikke arrangeret   | Ikke arrangeret | Ikke arrangeret |
| 1960        | Jack Brabham       | Cooper-Climax     | Boavista        | Rapport         |
| 1959        | Stirling Moss      | Cooper-Climax     | Monsanto        | Rapport         |
| 1958        | Stirling Moss      | Vanwall           | Boavista        | Rapport         |